# پوهیک (ویرجینیا)
پوهیک (به انگلیسی: Pohick) یک منطقهٔ مسکونی در ایالات متحده آمریکا است که در شهرستان فرفکس، ویرجینیا واقع شده‌است.